# Tjerkasy oblast
Tjerkasy oblast är ett oblast (provins) i Ukraina. Huvudort är Tjerkasy. Andra större städer är Uman och Smila.

## Geografi
Med 20 900 km², är Tjerkasy oblast det 18:e största oblastet i Ukraina, och det utgör 3,5 procent av landets totala area. Floden Dnepr rinner genom oblastet i sydlig riktning; den västra, högra, banken är kuperad och den östra platt, vilket ger oblastet två helt olika karaktärer. De lågt liggande östra delarna drabbas ofta av översvämningar från Dnepr. Flodens vatten måste därför kontrolleras av ett flertal fördämningar som byggdes längs med floden under sovjettiden.

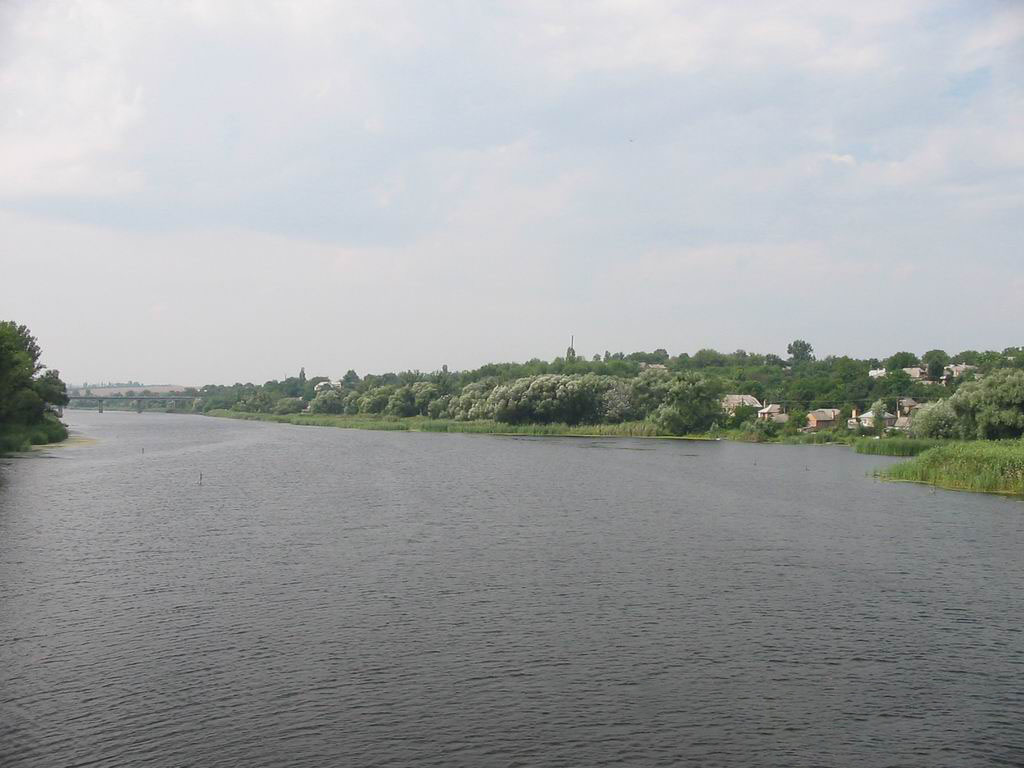
Floden Ros nära Korsun-Sjevtjenkivskyj.

Oblastet sträcker sig 245 km från syd-väst till nord-öst, och 150 km från nord till syd. Oblastets nordligaste punkt finns nära byn Kononivka i Drabiv rajon (distrikt), sydligaste punkten finns nära byn Kolodyste i [Talne rajon, västligaste punkt en finns nära byn Korytnja i Uman rajon,och östligaste punkten finns i Krementjukreservoaren, nära byn Vitove i Tjerkasy rajon. Den geografiska mittpunkten ligger nära byn Zjuravka i Zvenyhorodka rajon. Tjerkasy Oblast gränsar till Kiev oblast i norr, Kirovohrad oblast i syd Poltava oblast i öst och Vinnytsia oblast i väst.

## Historia
Tjerkasy Oblast är det yngsta av Ukrainas oblast. Det skapades under sovjettiden 7 januari 1954. I oblastet finns städerna Tjerkasy, Smila och Uman, och deras rajoner (distrikt), samt 30 före detta rajoner i Vinnytsia, Kiev, Kirovohrad och Poltava oblast. Arkeologiska fynd visar att människor har bott i Dneprdalen under mycket lång tid. Det äldsta fyndet kan dateras tillbaka till stenåldern.

## Administrativ uppdelning

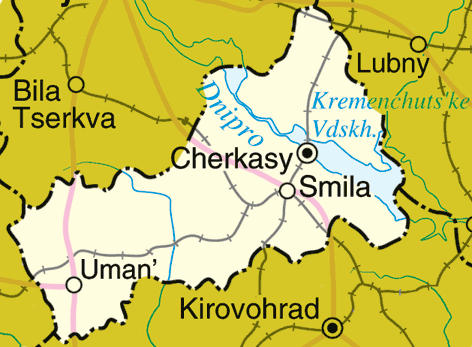
Karta över Tjerkasy oblast.

Tjerkasy Oblast är administrativt uppdelat i 20 rajoner (distrikt) plus sex städer som är direkt underställda oblastets regering: Vatutine, Zolotonosja, Kaniv, Smila, och oblastets administrativa centrum, Tjerkasy. Det finns totalt 25 städer och 34 mindre städer och 838 byar.

## Tjerkasy oblasts städer
| Stad                   | Ukrainskt namn         | Ryskt namn            | Invånare 1 januari 2006 |
| ---------------------- | ---------------------- | --------------------- | ----------------------- |
| Tjerkasy               | Черкаси                | Черкассы              | 292 131                 |
| Uman                   | Умань                  | Умань                 | 87 924                  |
| Smila                  | Сміла                  | Смела                 | 68 830                  |
| Zolotonosja            | Золотоноша             | Золотоноша            | 28 488                  |
| Kaniv                  | Канів                  | Канев                 | 26 108                  |
| Zvenyhorodka           | Звенигородка           | Звенигородка          | 19 140                  |
| Korsun-Sjevtjenkivskyj | Корсунь-Шевченківський | Корсунь-Шевченковский | 18 974                  |
| Sjpola                 | Шпола                  | Шпола                 | 18 832                  |
| Vatutine               | Ватутіне               | Ватутино              | 18 793                  |
| Talne                  | Тальне                 | Тальное               | 15 236                  |
| Zjasjkiv               | Жашків                 | Жашков                | 15 095                  |
| Horodsjtje             | Городище               | Городище              | 14 987                  |
| Kamjanka               | Камьянка               | Каменка               | 14 469                  |
| Christinivka           | Христинівка            | Христиновка           | 11 211                  |
| Tjyhyryn               | Чигирин                | Чигирин               | 10 806                  |
| Monastirysjtje         | Монастирище            | Монастырище           | 9 275                   |
| Mankivka               | Маньківка              | Маньковка             | 8 332                   |
| Lysjanka               | Лисянка                | Лысянка               | 8 147                   |
| Tjornovaj              | Чорнобай               | Чернобай              | 8 042                   |